# 노래의 책

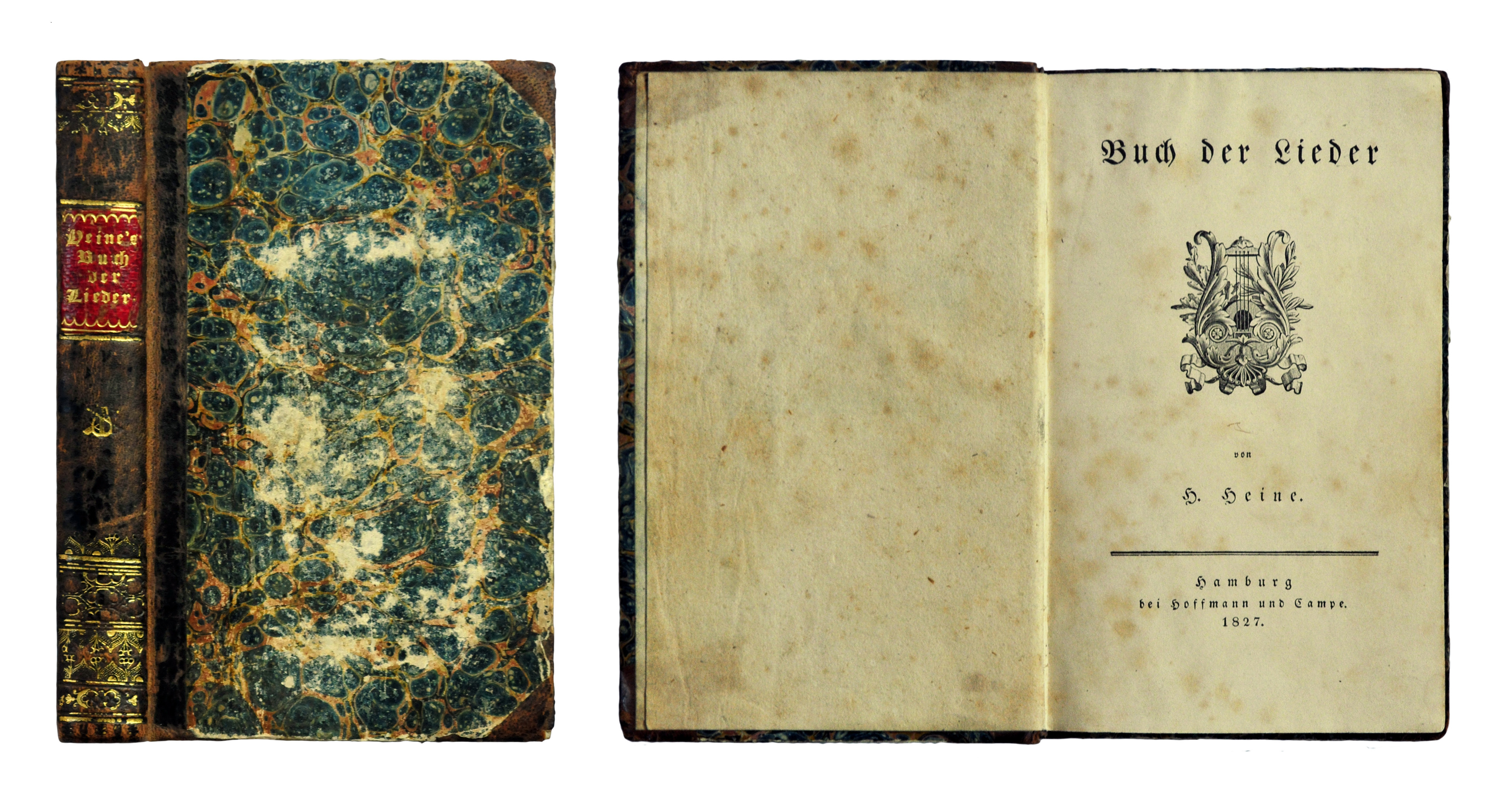

《노래의 책》(Buch der Lieder, 1827년)은 하인리히 하이네의 시집이다.
1817-1827년 사이에 발표된 청년기의 시를 한 권의 책으로 정리한 것이다. 전(全) 5부로 되어 있고 연대순(年代順)으로 배열되어 있다. 태반이 연애시로서 주로 그의 사촌 누이 동생 아말리에에 대한 연정(戀情)을 감상과 절망, 풍자와 자조(自嘲)를 통해 애절하게 노래하고 있다. 유명한 산문시 <척탄병(擲彈兵)>도 이 안에 있다.
연애시에 있어서도 산문시에 있어서도 즐겨 평이·소박한 민요조를 구사하고 있으나 특히 지적되어야 할 것은 그것의 절묘한 음악이다. <로렐라이>로 대표되듯이 아름다운 여운을 주는 하이네의 시구는 다른 시인에게는 그 유례를 찾을 수 없는 것으로 많은 작곡가들에 의해 작곡되었다. 로베르트 슈만의 가곡집 <시인의 사랑>은 특히 유명한 것이다.